# 湖山駅
湖山駅（こやまえき）は、鳥取県鳥取市湖山町東一丁目にある、西日本旅客鉄道（JR西日本）山陰本線の駅である。
本項では、駅周辺にある日本貨物鉄道（JR貨物）の施設、湖山オフレールステーション（湖山ORS）についても記述する。

## 歴史
- 1907年（明治40年）4月28日：帝国鉄道庁鳥取仮停車場 - 青谷駅間延伸時に開設[1]。客貨取扱開始[1]。
- 1909年（明治42年）10月12日：線路名称制定、山陰本線所属となる。
- 1943年（昭和18年）9月10日：鳥取地震発生。駅舎及び駅員官舎が大破する被害[2]。
- 1968年（昭和43年）6月28日：当駅構内で脱線転覆事故発生している。
- 1974年（昭和49年）12月12日：鳥取駅高架化工事開始に伴い、貨物駅としての営業を開始[3]。
- 1986年（昭和61年）11月1日：荷物扱い廃止[1]。
- 1987年（昭和62年）4月1日：国鉄分割民営化に伴い、JR西日本・JR貨物の駅となる[1]。
- 1997年（平成9年）10月1日：貨物列車設定廃止、自動車代行駅となる[1]。
- 2004年（平成16年）4月1日：JR貨物の駅が廃止。代替として湖山コンテナセンター新設。
- 2006年（平成18年）4月1日：湖山コンテナセンターが湖山オフレールステーションに改称。
- 2022年（令和4年）3月31日：有人窓口での切符発売終了[4]。
- 2025年（令和7年）3月15日：ICカード「ICOCA」の利用が可能となる[5][6]。

## 駅構造
相対式ホーム2面2線を有する列車交換可能な地上駅。以前は単式・島式ホーム2面3線であったが、2003年には鳥取県鉄道高速化事業に伴い、鳥取駅寄り分岐について1線スルー化工事が行われ、通過列車が1番線（単式側）を通過するようになった。同時に、3番線（上下副本線）を撤去し、1番線を上下本線、2番線を上下副本線とした2面2線となった。両ホームは跨線橋で連絡している。3番線があった場所の隣に保線車両用留置線がある。
無人駅で、駅舎内に自動券売機が設置されている。

### のりば
| のりば | 路線     | 方向 | 行先           |
| ------ | -------- | ---- | -------------- |
| 1・2   | 山陰本線 | 上り | 鳥取・浜坂方面 |
| 1・2   | 山陰本線 | 下り | 倉吉・米子方面 |

付記事項
- 通過列車及び行違いを行わない停車列車は上下線とも1番のりばを通る。
- 反対方向からの通過列車と行違いを行う停車列車は、上下線とも2番のりばに停車する。
- 停車列車同士の行違いの場合は、鳥取方面行（上り）が1番のりば、米子方面行（下り）が2番のりばに入る。

## 湖山オフレールステーション
JR貨物の貨物取扱施設（オフレールステーション）で、旅客駅の東側・鳥取市湖山町東5丁目に位置する。鳥取鉄道部西鳥取車両支部に隣接している。取扱貨物はコンテナ貨物のみで、12 ftコンテナのみを取り扱う。姫路貨物駅との間にトラック便が1日2往復設定されている。
1997年より貨物列車発着が無い自動車代行駅となりトラック輸送に転換された。2004年に当駅 - 伯耆大山駅間のJR貨物の第二種鉄道事業が廃止となりJR貨物湖山駅は廃止、代わりに湖山コンテナセンターが新設された。その後2006年の貨物駅名称整理の際に現在の名称に変更された。

## 利用状況
鳥取市統計要覧によると、2020年度の年間乗車人員は20.1万人で、1日平均乗車人員は551人と算出出来る。
近年の乗車人員の推移は以下の通り。
| 年度   | 年間 乗車人員 | 1日平均 乗車人員 |
| ------ | ------------- | ---------------- |
| 2008年 | 21万          | 575              |
| 2009年 | 20万          | 548              |
| 2010年 | 20万          | 548              |
| 2011年 | 19万          | 519              |
| 2012年 | 19万          | 521              |
| 2013年 | 21.9万        | 600              |
| 2014年 | 20.6万        | 564              |
| 2015年 | 21.2万        | 579              |
| 2016年 | 22.1万        | 605              |
| 2017年 | 22.3万        | 611              |
| 2018年 | 23.2万        | 636              |
| 2019年 | 22.2万        | 607              |
| 2020年 | 20.1万        | 551              |

## 駅周辺
- 湖山郵便局
- 鳥取県立鳥取緑風高等学校
- 日本海自動車学校
- 鳥取県道156号鳥取港湖山停車場線
- 鳥取県道181号湖山停車場布勢線
- 鳥取県道318号伏野覚寺線
- コクヨMVP
- マルイ 湖山店
- サンマート 湖山店
- 鳥取信用金庫 湖山支店

## 隣の駅
西日本旅客鉄道（JR西日本）
 山陰本線
■快速「とっとりライナー」・■普通
鳥取駅 - 湖山駅 - 鳥取大学前駅